# La Chapelle-Monthodon
La Chapelle-Monthodon là một xã ở tỉnh Aisne, vùng Hauts-de-France thuộc miền bắc nước Pháp.